# カイコ
カイコ（蚕、学名：Bombyx mori）は、チョウ目（鱗翅目）カイコガ科に属するガの一種。和名はカイコガとされる場合もカイコとされる場合もある。カイコガと呼ばれる場合も、幼虫はカイコと呼ばれることが多い。幼虫はクワ（桑）の葉を食べて育ち、糸を分泌して繭をつくりその中で蛹に変態する。この糸を人間が繊維素材として利用したものが絹である。

## 家畜化された昆虫
カイコは絹の生産（養蚕）のためにクワコを家畜化した昆虫であり、野生動物としては生息しない。そのため家蚕（かさん）とも呼ばれる。また、野生回帰能力を完全に失った唯一の家畜化動物として知られ、人間による管理なしでは生きることができない。カイコを野外のクワにとまらせても、餌のクワの葉を探さないまま餓死したり、体色が目立つ白であるためにすぐに捕食されたり、腹脚の把握力が弱いため容易に落下したりして、すぐに死んでしまう。成虫も翅はあるが、体が大きいことや飛翔に必要な筋肉が退化していることなどにより、羽ばたくことはできるが飛ぶことはほぼできない。
他に家畜化されている昆虫としては、セイヨウミツバチ（養蜂）、コオロギ（食用）、ナミテントウ（天敵製剤）などがいる。

## 地方名
20世紀の調査では、カイコを意味する方言（地方名）には主に次のような例があった。
- あみぶくろ - 奈良県十津川村
- あとと - 福島県会津地方
- いちとい - 滋賀県（「第一眠」をも意味する）
- いとぅむし（糸虫） - 沖縄県首里方言
- ぼぼさま（幼虫）: 新潟県東頸城地方
- うすま - 新潟県越後地方
- おさなもの - 京都府、兵庫県丹波地方
- おしなもんさま - 富山県
- おしろさま、おしらさま（御白様） - 静岡県駿河地方
- おしろさん（御白様） - 山梨県
- おぼこ、おぼこさま - 山梨県南巨摩郡
- きんこ - 陸奥国
- くわご、くわこ（桑子） - 熊本県、大分県
- けごじょ（毛蚕じょ） - 鹿児島県、宮崎県
- こごじょ、こごじょさま - 富山県
- こもぜ - 京都府与謝郡
- こな、こなさま - 東京都八丈島、三宅島
- しろさま（白様） - 山形県庄内地方
- とどこ、とどっこ、とどっこさま - 秋田県、青森県、岩手県
- ひめこ（姫子） - 神奈川県、千葉県、兵庫県播磨地方
- まむし（真虫）、まむしぐゎー（真虫小） - 沖縄県、鹿児島県奄美大島
- もつく - 群馬県勢多郡

## 起源
養蚕は少なくとも5000年の歴史を持つ。中国の伝説によれば黄帝の后・西陵氏が、庭で繭を作る昆虫を見つけ、黄帝にねだって飼い始めたと言われる。
カイコの祖先は東アジアに生息するクワコ (Bombyx mandarina) であり、中国大陸で家畜化されたというのが有力な説である。カイコとクワコは近縁だが別種とされる。これらの交雑種は生殖能力を持ち、飼育環境下で生存・繁殖できることが知られているが、野生状態での交雑種が見つかった記録はない。一方でクワコはカイコとは習性がかなり異なり、夜行性で活発に行動し、また群生することが無い。これを飼育して絹糸を取ることは可能ではあるが容易ではなく、むしろ科においてカイコとは異なる昆虫であるヤママユの方が、絹糸を取るために利用される。
しかし5000年以上前の人間が、どのようにしてクワコを飼い慣らしてカイコを誕生させたかは、現在まで完全には解明されていない。そのため、カイコの祖先はクワコとは近縁だが別種の、現代人にとって未知の昆虫ではないかという風説が流布している。しかし、ミトコンドリアDNAの情報や全ゲノム情報を元に系統樹を作成すると、カイコはクワコのクレード（分岐群）の一部に収まるため、この仮説は支持されない。

## 生育過程
完全変態の昆虫である。
孵化したての1齢幼虫は、黒色で疎らな毛に覆われるため「毛蚕」（けご）と呼ばれ、また、アリのようであるため「蟻蚕」（ぎさん）とも呼ばれる。桑の葉を食べて成長し、十数時間程度の「眠」（みん、脱皮の準備期間にあたる活動停止期）を経て脱皮する。2齢以降の脱皮後も毛はあるが、体が大きくなる割に、毛はあまり育たないのでイモムシ様の虫となり、幼虫の体色や模様は品種によって様々であるが、通常は白く、頭部に眼状紋が入る。幼虫の白い体色が天敵に発見されやすいこともあって（逆に言えば、見失っても飼育者である人間の目には留まり易い）、幼虫は自然下では生育できない。また2齢幼虫になる頃に毛が目立たなくなるのを昔の養蚕家は「毛をふるいおとす」と考え、毛ぶるいと表現した。

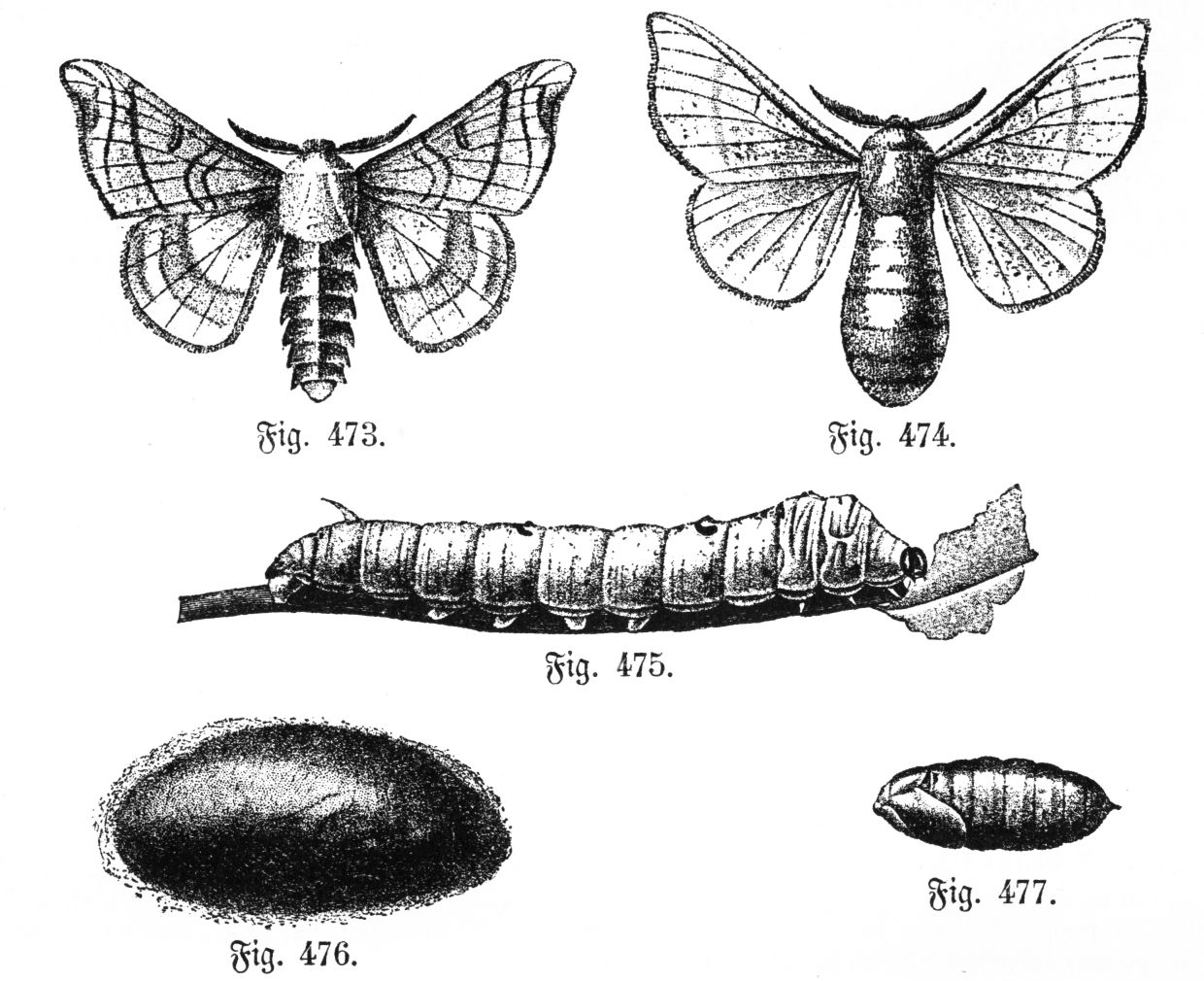
各発生段階のカイコ

多くの品種の幼虫は、5齢で終齢を迎え、蛹（さなぎ）となる。蛹化が近づくと、体はクリーム色に近い半透明に変わる。カイコは繭を作るのに適した隙間を求めて歩き回るようになり、摂食した餌をすべて排泄する。やがて頭部の吐糸口から絹糸を出し、頭部を∞字型に動かしながら繭を作り、その中で蛹になる。繭の色や形は品種によって異なるが、白い楕円形が一般的である。絹糸は唾液腺の変化した絹糸腺（けんしせん）という器官で作られる。後部絹糸腺では糸の主体となるフィブロインが合成される。中部絹糸腺は後部絹糸腺から送られてきたフィブロインを濃縮・蓄積するとともに、もう一つの絹タンパク質であるセリシンを分泌する。これを吐ききらないとアミノ酸過剰状態になり死んでしまう。カイコは歩きながらでも糸を吐いて繭を作る準備をする。また蛹になることを蛹化というが、養蚕家は化蛹（かよう）という。
繭の中でカイコの幼虫は丸く縮んで前蛹になる。これはアポトーシス（プログラムされた細胞死）が体内で起こっているのであり、体が幼虫から蛹に作り変わっている最中である。その後脱皮し、蛹となる。蛹は最初飴色だが、段々と茶色く硬くなっていく。
羽化して成虫になると、口から絹糸を溶かすタンパク質分解酵素を出して自らの作った繭を破って出てくる。成虫は全身白い毛に覆われており、翅を有するが、体が大きいことや飛翔筋が退化していることなどにより飛翔能力を全く持たない上、口吻はあるが餌を食べることは無い。成虫は尾部から茶色い液（蛾尿）を出す。交尾の後、やや扁平な丸い卵を約300粒産み、数日から約10日で斃死する。

## 参考画像

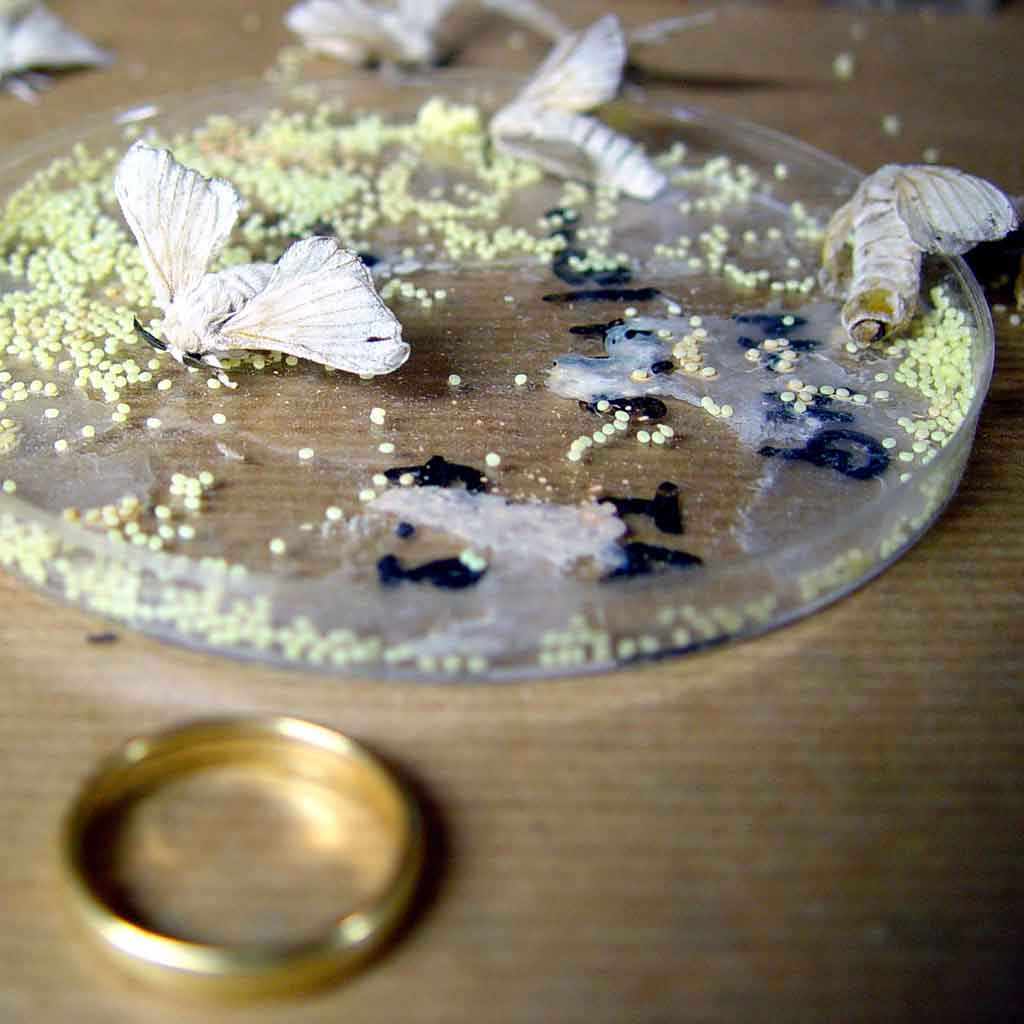
成虫と卵
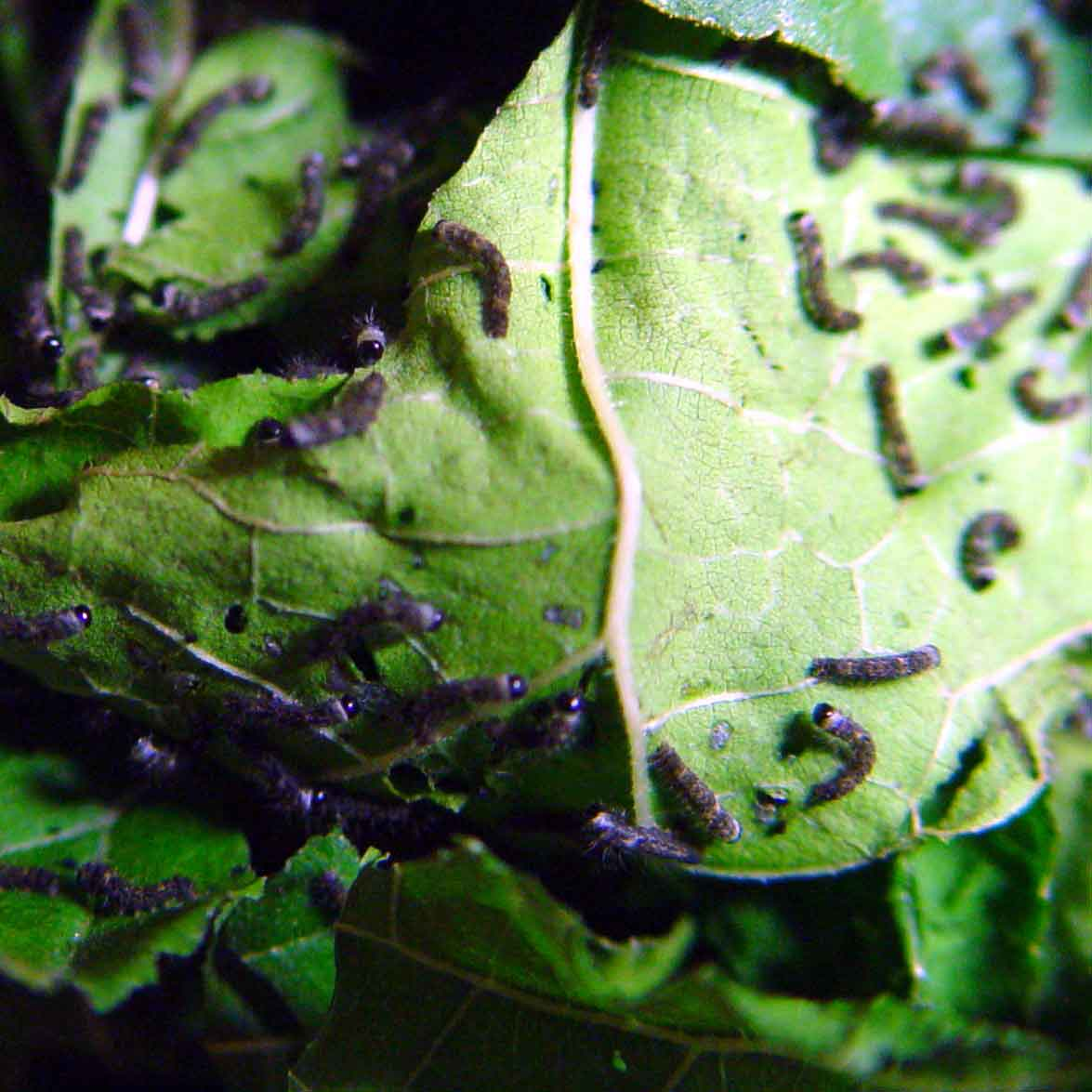
7日目の幼虫
桑を食べる幼虫
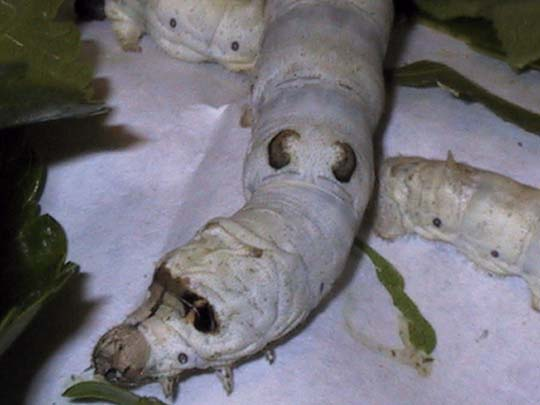
5齢幼虫
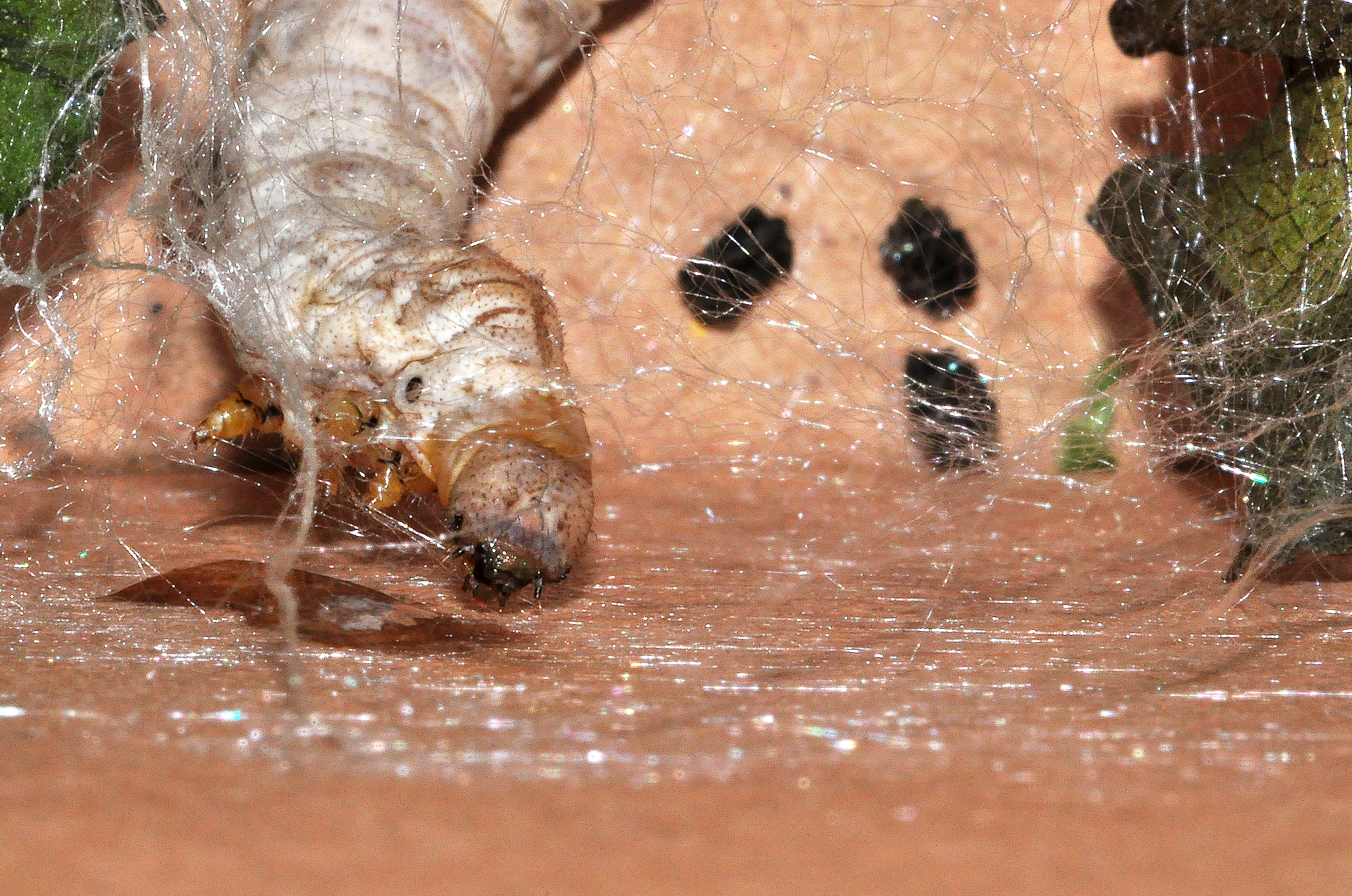
繭を作る様子
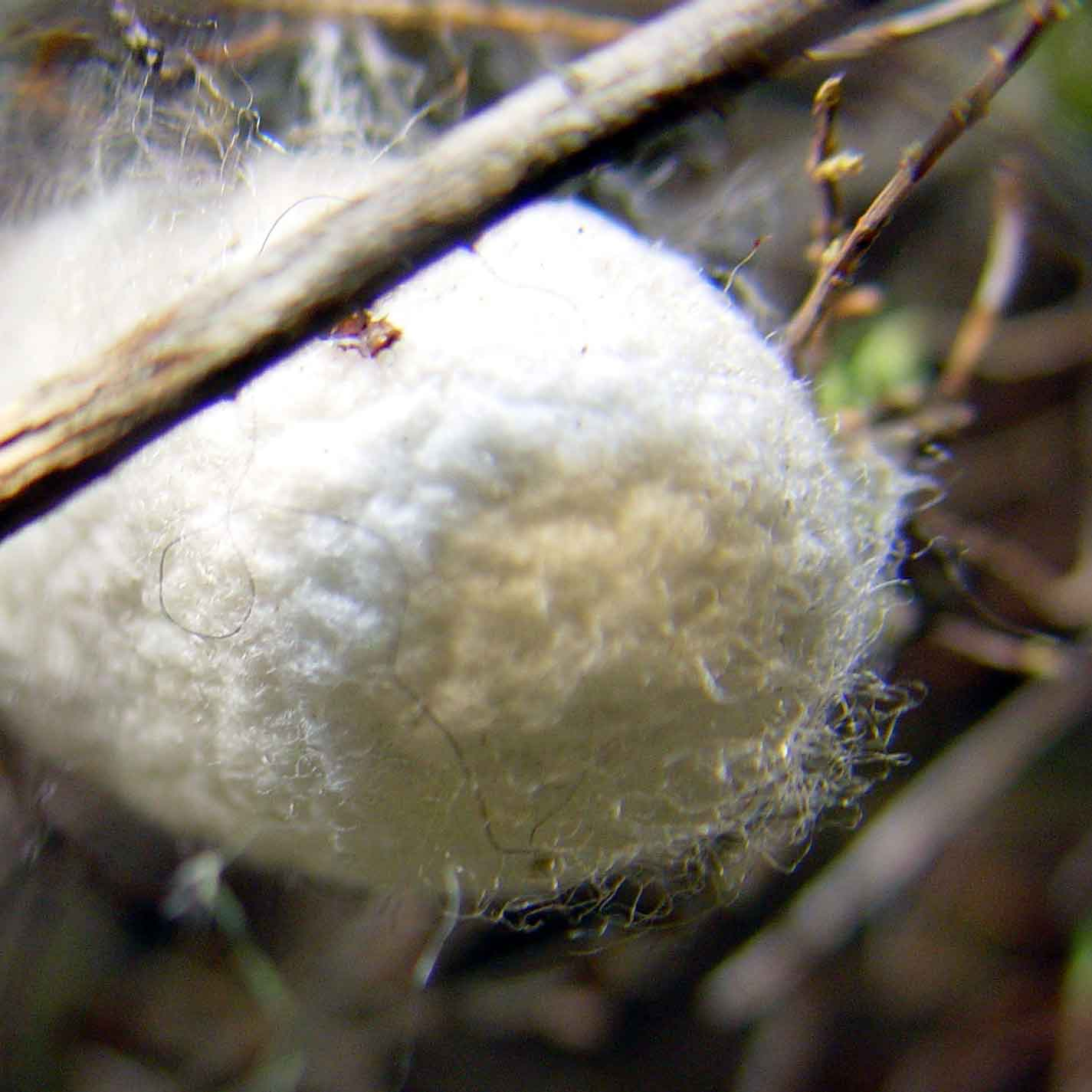
繭

## 利用

### 絹の採取
カイコは、ミツバチなどと並び、愛玩用以外の目的で飼育される世界的にも重要な昆虫であり、主目的は天然繊維の絹の採取にある。日本でも『古事記』にも記述があるほどの長い養蚕の歴史を持つ。第二次世界大戦前、絹は主要な輸出品であり、合成繊維が開発されるまで日本の近代化を支えた。農家にとって貴重な現金収入源であり、地方によっては「おカイコ様」といった半ば神聖視した呼び方が残っているほか、養蚕の神様（おしろさま）に順調な生育を祈る文化も見られた。また「一匹、二匹」ではなく、他の昆虫と同様に「一頭、二頭」と数える。
繭は一本の糸からできている。製糸工場は繭を受け取ると高温乾燥して長期間の保存を可能にする。これを乾繭という。絹を取るには、繭を丸ごと茹で、ほぐれてきた糸をより合わせる。茹でる前に羽化してしまった繭はタンパク質分解酵素の働きで絹の繊維が短く切断されているため、製糸には向かない。品質の悪い繭は真綿にして紬糸を作るために利用することがある。
繊維用以外では、繭に着色などを施して工芸品にしたり、絹の成分を化粧品に加えたりする例もある。
2017年、遺伝子組換えによって緑色蛍光シルクを作るようにした遺伝子組換えカイコが初めて養蚕農家で飼育され、繭が出荷された。詳しくは「遺伝子組換えカイコ」を参照。

### 餌用・食用

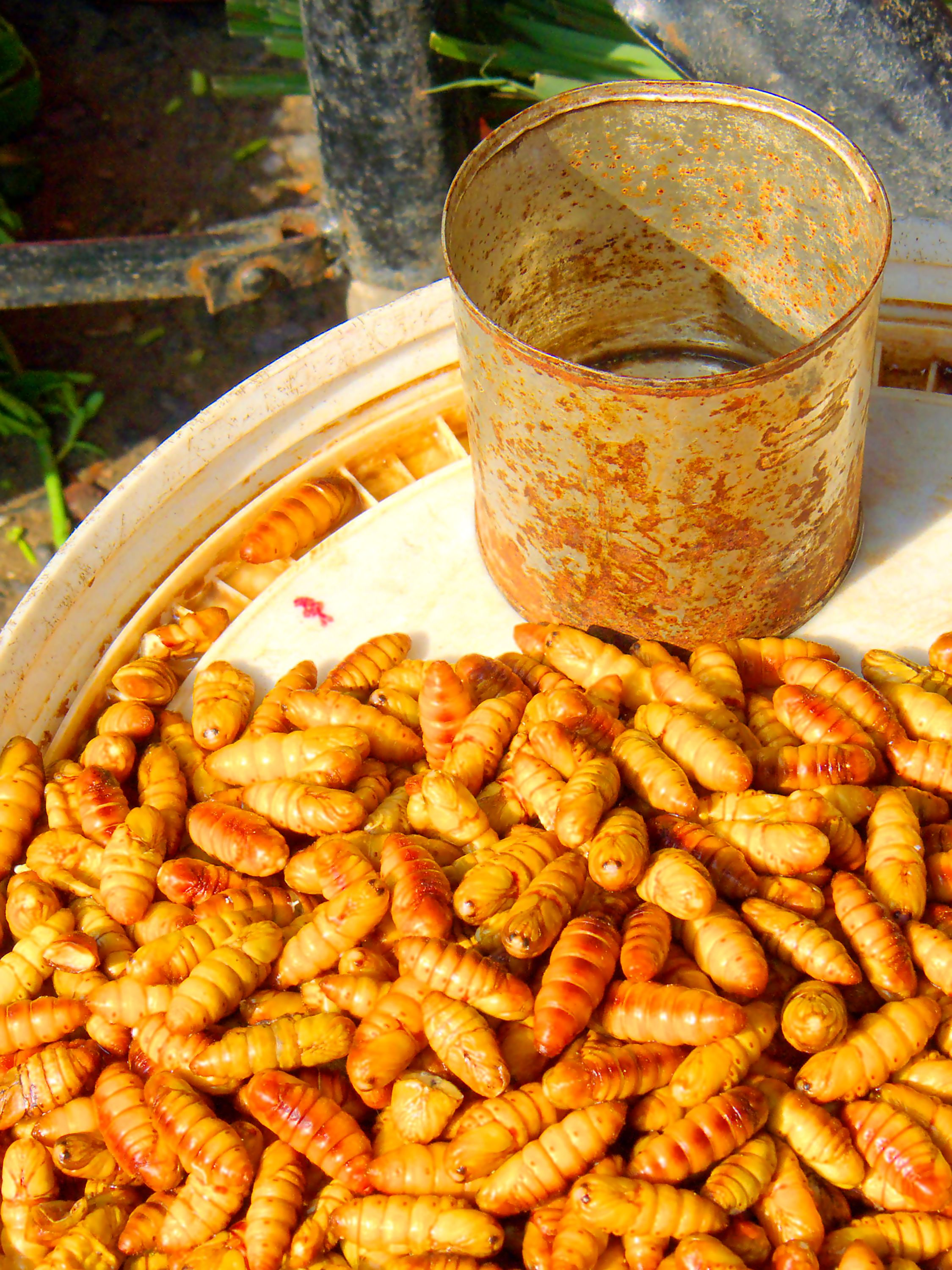
ベトナムのサナギ

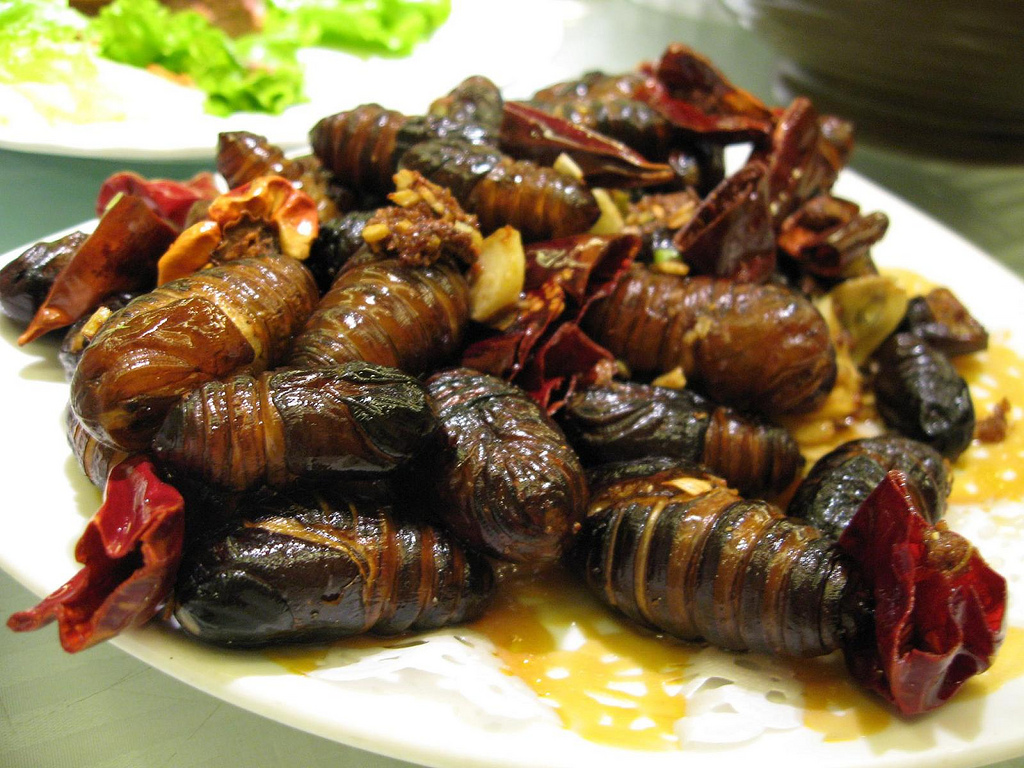
四川風のサナギのトウガラシ炒め

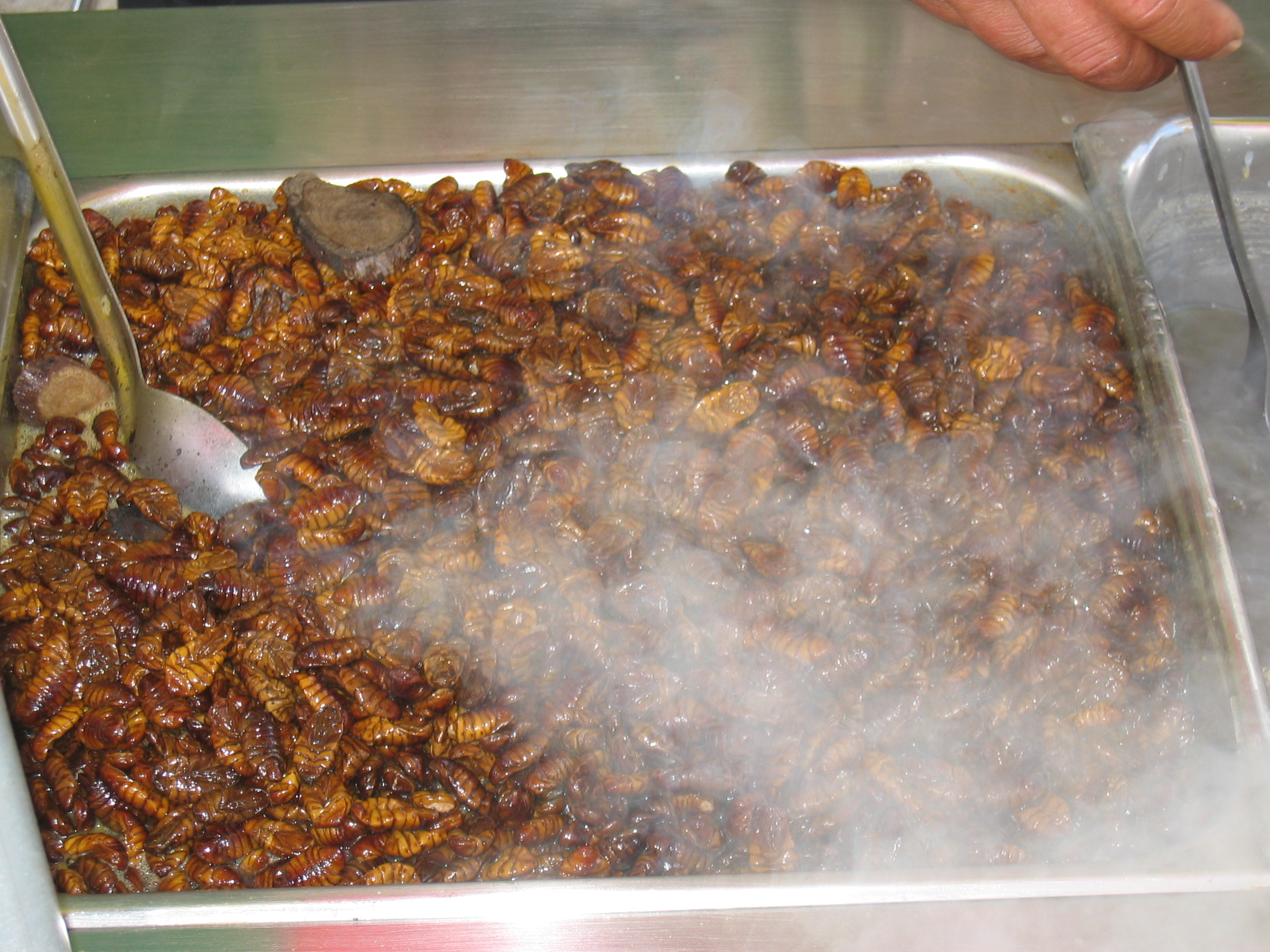
韓国のポンテギ

カイコの蛹は絹を取る際に茹でられる事で死ぬため、日本の養蚕農家の多くは、鯉、鶏、豚などの飼料として利用した。現在でもそのままの形、もしくはさなぎ粉と呼ばれる粉末にして、魚の餌にすることも多い。
また、貴重なタンパク源として人の食用にされる例は多い。90年余り前の調査によると、長野県や群馬県の一部では「どきょ」などと呼び、佃煮にして食用にしていたと報告されている。太平洋戦争中には、長野県内の製糸工場において、従業員の副食として魚肉類の代わりに提供された。最初は特有の臭いもあって、なかなか手の出なかった従業員達も、貴重なタンパク源として競って食すようになり、しばらくして提供数に制限が加えられたという。
現在でも、長野県ではスーパー等で蚕蛹佃煮として売られている。伊那地方では産卵後のメス成虫を「まゆこ」と呼び、これも佃煮にする。朝鮮半島では蚕の蛹の佃煮を「ポンテギ」と呼び、露天商が売るほか、缶詰でも売られている。中国では山東省、広東省、東北地方などで「蚕蛹」（ツァンヨン、cānyǒng）と呼んで素揚げ、煮付け、炒め物などにして食べる。ベトナムでは「nhộng tằm」（ニョンタム）と呼んで、煮付けにすることが多い。タイ王国でも、北部や北東部では素揚げにして食べる。
日本企業のエリー（東京都中野区）は2020年1月、カイコと牛肉を半々使ったハンバーガー店を開業した。
ヒトに有用な栄養素を多く含み、飼育しやすいことから、長期滞在する宇宙ステーションでの食料としての利用も研究されており、粉末状にした上でクッキーに混ぜて焼き上げる、一度冷凍したものを半解凍する、などの方法が提案されている。今では言われなければわからないほど自然な形に加工できるようになっている。また、蛹の脂肪分を絞り出したものを蛹油
と呼ぶ。かつては食用油や、石鹸、化粧品の原料として利用された。現在では主に養殖魚の餌として利用される。
他に、爬虫類や両生類など昆虫食動物を飼育する際の餌として生きた幼虫を用いる。その分野では「シルクワーム」の名で呼ばれる。

### 産業用途
蚕の遺伝子情報は解読されており、遺伝子組換えにより、有用な物質の生産に利用することができる。大腸菌や酵母等、菌類を使用する手法と比較して、維持費のかかる培養タンクがなくても飼育が可能で、従来から培われてきた飼育法を活用できると共に、収率も優れているため今後の展開が期待される。
動物用医薬品生産
遺伝子組換えバキュロウイルスを接種したカイコによってインターフェロンの生産を行う。
冬虫夏草の生産
蚕蛹に菌を接種したり植菌したりして、冬虫夏草（茸）を商業生産する原料として利用される場合もある。
蚕糞葉緑素の利用
蚕糞は葉緑素を豊富に含んでおり、抽出されるフェオフィチンを原料として食用色素である銅クロロフィルおよび銅クロロフィリンナトリウムが製造される。

### 薬用
昆虫病原糸状菌（白殭菌）に感染した蚕（白殭蚕）は死んでしまい、絹を取る事は出来ないが、漢方医学ではてんかんや中風、あるいは傷薬として用いた方法が『医心方』などにある。1919年の農商務省調査でも普通の蚕を含めて民間療法の薬として様々な病状の治療に用いられているとされている。白殭蚕を東京都南多摩郡や山梨県西山梨郡では「おしらさま（御白様）」と呼んだ。
蚕糞は伝統的に蚕沙（さんしゃ）と呼ばれ、関節痛や結膜炎などに用いられる。
九州大学は2020年6月27日に九州大学発のベンチャー企業であるKAICO（福岡市）と共同で、新型コロナウイルスのワクチン候補となるたんぱく質の開発に成功したと発表した。2021年からワクチンの臨床試験開始を目指すとしている。

### 学術分野
学術目的では変態やホルモンの生理学などのモデル生物として用いられる。蚕学として発展してきたことで、飼育の歴史が長く生態・生理学上の知見が蓄積されており系統も豊富に確立されているためにモデル生物としての価値は高い。エクジソンはカイコを用いて単離された代表的な昆虫ホルモンである。また、教育課題としてカイコの幼虫の飼育や解剖観察を行うことも多い。
九州大学では1910年頃から遺伝資源の保存を目的に450種類のカイコを飼育継代している。この世界的に見ても稀な長年にわたる取り組みは他者の追随を許さないものとなっており、新型コロナウィルスのワクチン開発にも利用された。

## 伝説

### 日本
カイコの繭から糸を取る技術は、稲作などと相前後して日本に伝わってきたと言われているが、古来においては様々な言い伝えがあり、日本神話が収められている『古事記』『日本書紀』（記紀）の中にもいくつかが収められている。
- 『古事記』上巻にて高天原を追放されたスサノオ（須佐之男命）が、食物神であるオオゲツヒメ（大気都比売神）に食物を求めたところ、オオゲツヒメは、鼻や口、尻から様々な食材を取り出して調理して差し出した。しかし、スサノオがその様子を覗き見て汚した食物を差し出したと思って、オオゲツヒメを殺してしまった。すると、オオゲツヒメの屍体から様々な食物の種などが生じた。頭に蚕、目に稲、耳に粟、鼻に小豆、陰部に麦、尻に大豆が生まれたという。
- 『日本書紀』神産みの第十一の一書にてツクヨミ（月夜見尊）がアマテラス（天照大神）の命令で葦原中国にいるウケモチ（保食神）という神を訪問したところ、ウケモチは、口から米飯、魚、毛皮の動物を出し、それらでツクヨミをもてなした。ツクヨミは口から吐き出したものを食べさせられたと怒り、ウケモチを斬ってしまった。これを知ったアマテラスがウケモチの所にアメノクマヒト（天熊人）を遣わすと、ウケモチは既に死んでいた。ウケモチの屍体の頭から牛馬、額から粟、眉から蚕、目から稗、腹から稲、陰部から麦・大豆・小豆が生まれた。アメノクマヒトがこれらを全て持ち帰ってアマテラスに献上した。日本書紀における神産みの第二の一書にて火の神カグツチ（軻遇突智）を生んだために体を焼かれたイザナミ（伊弉冉）が亡くなる直前に生んだ土の神ハニヤマヒメ（埴山姫）は後にカグツチと結ばれてワクムスビ（稚産霊）を生むが、出産の際にワクムスビの頭の上に蚕と桑が生じ、臍の中に五穀が生まれたという説話がある。

これらの神話はいずれも食物起源神話と関連している事から戦前の民俗学者である高木敏雄は、これは後世においてシナ（中国）の俗説に倣って改竄したものであり、植物から作られた幣帛を用いる日本の神道には関わりの無い事であり、削除しても良い位だと激しく非難している。だが、仮にこの説を採るとしても、『古事記』『日本書紀』が編纂された7世紀の段階で養蚕が既に当時の日本国家にとって重要な産業になっているという事実までを否定する事は出来ないと言えよう。今日ではこの神話は東南アジアやオセアニアに広く分布するハイヌウェレ型神話の類型として認識されている。なお、蚕は『古事記』下巻の仁徳天皇記に再び登場し、応神天皇時代に百済から渡来したとする伝承上の人物である奴理能美（ぬりのみ）が飼育していた「一度は這（は）う虫になり、一度は鼓になり、一度は飛ぶ鳥になる奇しい虫」（蚕）を皇后磐之媛命に献上する逸話が語られる。
三代実録によれば、仲哀天皇4年（195年）に秦の始皇11代の孫功満王（こまおう）が渡来して日本に住みつき、珍しい宝物である蚕（かいこ）の卵を奉献したとされ、豊浦宮（現在の忌宮神社）が蚕種渡来の地とされる。忌宮神社では毎年3月28日に、蚕種祭が行われ、1981年（昭和56年）から毎年、生糸つむぎと機織りの実演が披露されている。
日本においては、記紀などの史的な由来とは異なるカイコの由来説話が存在する。
- 『庭訓往来抄』や上垣守国の『養蚕秘録』（シーボルトにより海外に持ち出され、様々な言語に翻訳された幕末の技術書）、蚕影神社にはカイコの起源を説明する「金色姫伝説」が存在する。内容としては、天竺の霖夷大王（りんいだいおう）の姫である金色姫が4回の苦難（一般的なカイコは「眠（脱皮の準備）」が4回であることを意味する）を乗り越え、最終的にクワの木で作られた船の中に入れられて流された。その後、茨城県の豊浦へたどり着き、介護してくれた夫婦のためにカイコへ変容したという伝説である。これは養蚕起源説として『養蚕秘録』などの書物によって広く知られるようになった。詳しくは蚕影神社の項を参照。

### 中国
東晋時代の中国（4世紀）に書かれたとされる『捜神記』巻14には次のような話がある。
- その昔、ある男が娘と飼い馬を置いて遠くに旅に出る事になった。しばらく経っても父親が帰ってこない事を心配した娘は馬に向かって冗談半分で「もし、お前が父上を連れて帰ったら、私はあなたのお嫁さんになりましょう」と言った。すると、馬は家を飛び出して父親を探し当てて連れ帰ってきた。ところが馬の様子がおかしい事に気付いた父親が娘に問いただしたところ事情を知って激怒し、馬をその場で射殺してしまった。その後、父親は馬の皮を剥いで毛皮にするために庭に放置して置いた。そんなある日、娘は庭で馬の皮を蹴りながら「動物の分際で人間を妻にしようなどと考えるから、このような目にあうのよ」と嘲笑した。すると、娘の足が馬の皮に癒着してそのまま皮全体で娘の全身を覆いつくした。身動きが取れなくなった娘は転倒してそのまま転がりだして姿を消してしまった。これを見た父親が必死に探したものの、数日後に見つけたときには馬の皮は中にいた娘ごと一匹の巨大なカイコに変化していたという（馬頭娘）。

この話をモチーフとしたと思われる伝説は日本国内にも伝わっており、柳田國男の『遠野物語』にもおしら様信仰にからんで類似した話が載せられている。ただし、中国におけるストーリーとは異なり、娘は馬と恋愛関係となり、殺された馬の首に縋りつくなど娘と馬の関係が異なっている。

## 病気
- 微粒子病 - 原虫の一種である微胞子虫が原因で引き起こされる。摂食により幼虫の口から侵入するほか、雌成虫から卵を通じて次世代に垂直伝搬して、養蚕業に壊滅的被害を出す。19世紀にヨーロッパで蔓延して大きな被害を出した。細菌学者ルイ・パスツールによる指導により飼育方法の改善で収束[38]。
- 軟化病（フランス語版） - 罹患すると、食桑を止めて、体が軟化、死後には急速に軟化腐乱する。
- 硬化病（フランス語版） - 昆虫病原子嚢菌(Beauveria bassiana（英語版）)に罹患することで発症する[39]。